# Lalanne (Gers)
Lalanne település Franciaországban, Gers megyében. Lakosainak száma 132 fő (2022. január 1.). Lalanne Céran, Fleurance, Gavarret-sur-Aulouste, Miramont-Latour, Montestruc-sur-Gers és Pis községekkel határos.

## Népesség
A település népességének változása:
| Lakosok száma | 85   | 65   | 62   | 109  | 133  | 146  | 137  | 131  | 130  | 132  |
|               | 1968 | 1982 | 1990 | 2006 | 2013 | 2015 | 2017 | 2019 | 2020 | 2022 |